# Umweltverträglichkeitsstudie
Die Umweltverträglichkeitsstudie (UVS) – auch als Umweltverträglichkeitsuntersuchung (UVU) oder UVP-Gutachten bezeichnet – ist ein Bestandteil der gesetzlich für bestimmte Großvorhaben vorgeschriebenen Umweltverträglichkeitsprüfung. Die Umweltverträglichkeitsstudie enthält das methodische Vorgehen und die Ergebnisse der Untersuchung von Vorhaben, deren Realisierung voraussichtlich mit erheblichen Beeinträchtigungen der Umwelt einhergeht. Die UVS befasst sich laut §2 UVP-Gesetz mit folgenden potenziell durch das jeweilige Vorhaben betroffenen Schutzgütern: „Menschen, insbesondere die menschliche Gesundheit, Tiere, Pflanzen und die biologische Vielfalt, Fläche, Boden, Wasser, Luft, Klima und Landschaft, kulturelles Erbe und sonstige Sachgüter sowie die Wechselwirkung zwischen den vorgenannten Schutzgütern.“
Die Untersuchung über die Umweltauswirkungen von Vorhaben bildet das Kernstück jeder Umweltverträglichkeitsprüfung (UVP), ist jedoch mit ihr nicht gleichzusetzen. Denn zur UVP als medienübergreifendes Instrument der Entscheidungsvorbereitung gehört auch die systematische Beteiligung der Öffentlichkeit und der vom Vorhaben betroffenen Fachbehörden.

## Zweck und Inhalt der UVS
Laut UVP-Verwaltungsvorschrift ist durch die Ermittlung und Beschreibung der Umweltauswirkungen „der entscheidungserhebliche Sachverhalt für die Erfüllung gesetzlicher Umweltanforderungen festzustellen“. Gegenstand der UVS sind „alle entscheidungserheblichen Umweltauswirkungen, die insbesondere durch die Errichtung oder den bestimmungsgemäßen Betrieb einer Anlage oder eines sonstigen Vorhabens, ferner durch Betriebsstörungen oder durch Stör- und Unfälle verursacht werden können…“.
Eine Art „Rohfassung“ der UVS ist der Untersuchungsbericht, den (laut §16 UVP-Gesetz) der Träger des Vorhabens der zuständigen Behörde zu Beginn des UVP-Verfahrens vorzulegen hat. Diese entscheidungserheblichen Unterlagen über die Umweltauswirkungen des Vorhabens müssen mindestens folgende Angaben enthalten:
1. Beschreibung des Vorhabens (Angaben über Standort, Art und Umfang der beanspruchten Fläche),
2. Beschreibung der zu erwartenden Veränderungen der durch das Vorhaben direkt und indirekt betroffenen Schutzgüter (siehe oben),
3. Beschreibung der Maßnahmen, mit denen erhebliche Beeinträchtigungen der Umwelt vermieden, vermindert und ausgeglichen werden,
4. Beschreibung der zu erwartenden erheblichen Auswirkungen des Vorhabens auf die Umwelt (nach allgemeinem Kenntnisstand und unter Verwendung der allgemein anerkannten Prüfungsmethoden).
Bei bestimmten Vorhabentypen sind darüber hinaus noch folgende Angaben erforderlich:
5. Beschreibung der wichtigsten Merkmale der verwendeten technischen Verfahren,
6. Übersicht über die wichtigsten, vom Träger des Vorhabens geprüften Vorhabenalternativen und Angabe der wesentlichen Auswahlgründe unter besonderer Berücksichtigung der Umweltauswirkungen des Vorhabens,
7. Hinweise auf Schwierigkeiten, die bei der Zusammenstellung der Angaben aufgetreten sind (z. B. technische Lücken oder fehlende Kenntnisse).

Nach der Bestandsaufnahme der am Standort vorhandenen Schutzgüter (Ist-Zustand der Umwelt) ist die zukünftige Entwicklung der Umwelt
a) ohne Maßnahme oder Alternativen,
b) mit Maßnahme – während des Baues, des Betriebs, der Stilllegung oder des Abbruchs – und
c) mit jeder einzelnen Alternative
zu prognostizieren. Dabei sind nicht nur die direkten, sondern auch „die etwaigen indirekten, kumulativen, kurz-, mittel- und langfristigen Auswirkungen“ der Maßnahme (des Vorhabens) und der anderweitigen Lösungen (vgl. Anhang III der EG-Richtlinie zur UVP).
Der daran anschließende Schritt ist die Bewertung der Umweltauswirkungen. Dabei werden das Vorhaben und seine Alternativen hinsichtlich ihrer voraussichtlichen Folgen für die Umwelt miteinander verglichen. Die Gegenüberstellung führt zu einer Rangfolge der einzelnen Handlungsmöglichkeiten: von der aus Umweltsicht besten bis zur schlechtesten Variante.
Nach seiner Fertigstellung erfährt der vom Vorhabenträger vorgelegte Untersuchungsbericht (die „Rohfassung“ der UVS) eine kritische Durchsicht durch die zuständige Prüf- und Entscheidungsbehörde. Dabei werden weitere betroffene Behörden (mit ihren Sachverständigen) und die Öffentlichkeit (Bürgerinitiativen, Umweltverbände, Einzelpersonen) beteiligt. Nach entsprechenden „Nachbesserungen“ liegt die fertige UVS vor, mit der die Entscheidungsbehörde in die Lage versetzt wird, die Umweltauswirkungen des Vorhabens selbständig – unabhängig vom Untersuchungsbericht – zu beurteilen.

## Werturteile und die Bedeutung von Transparenz
Diese „Prüfung der Prüfung“ ist auch deshalb notwendig, weil der Untersuchungsbericht über die Auswirkungen eines Vorhabens auf die Umwelt nicht nur eine „objektive“ Wiedergabe von Fakten darstellt. Vielmehr enthält „jeder Umweltbericht auch eine Vielzahl von Werturteilen, die teilweise für sich genommen zwar kein allzu großes Gewicht besitzen, in ihrer Gesamtheit aber selbstverständlich stets für sein Ergebnis ausschlaggebend sind.“ Auch wenn die Wertungen auf anerkannten Maßstäben oder Standards basieren, lassen sich subjektive Wertaussagen der Berichtsverfasser nicht vermeiden. „Problematisch an den Wertaussagen ist allerdings weniger ihre Subjektivität als vielmehr der Umstand, dass viele Wertungen in pseudo-objektiven Darstellungen ‚versteckt‘ werden können.“ Der Projektträger ist daran interessiert, seine Planungsabsichten mit möglichst wenig Zusatzkosten zu verwirklichen. Daher besteht die „Gefahr, dass sein Bericht interessenbedingt mehr oder weniger gefärbt ist, d. h. Lücken, unrichtige Darstellungen oder einseitige Wertungen aufweist.“
Ein Weg, eventuelle Defizite des Berichts zu entdecken, ist die vollständige Transparenz der Untersuchungsschritte einer UVS. Informationen und Einschätzungen, die durch die beteiligte Öffentlichkeit und die betroffenen Fachbehörden zur Sprache gebracht werden, können das Risiko interessenbedingter Mängel minimieren.